# Febrü Büromöbel
Die Febrü Büromöbel Produktions- und Vertriebs GmbH ist ein deutsches Unternehmen und fertigt Büromöbel sowie ganze Konzepte für die Büroeinrichtung und -gestaltung. Das Unternehmen hat seinen Sitz in der ostwestfälischen Stadt Herford in Nordrhein-Westfalen. Febrü gehört zu den 100 größten Büromöbelherstellern in Europa.
Die Unternehmensbezeichnung leitet sich von den Anfangsbuchstaben des Vor- und Nachnamens des Gründers Felix Brünger ab.

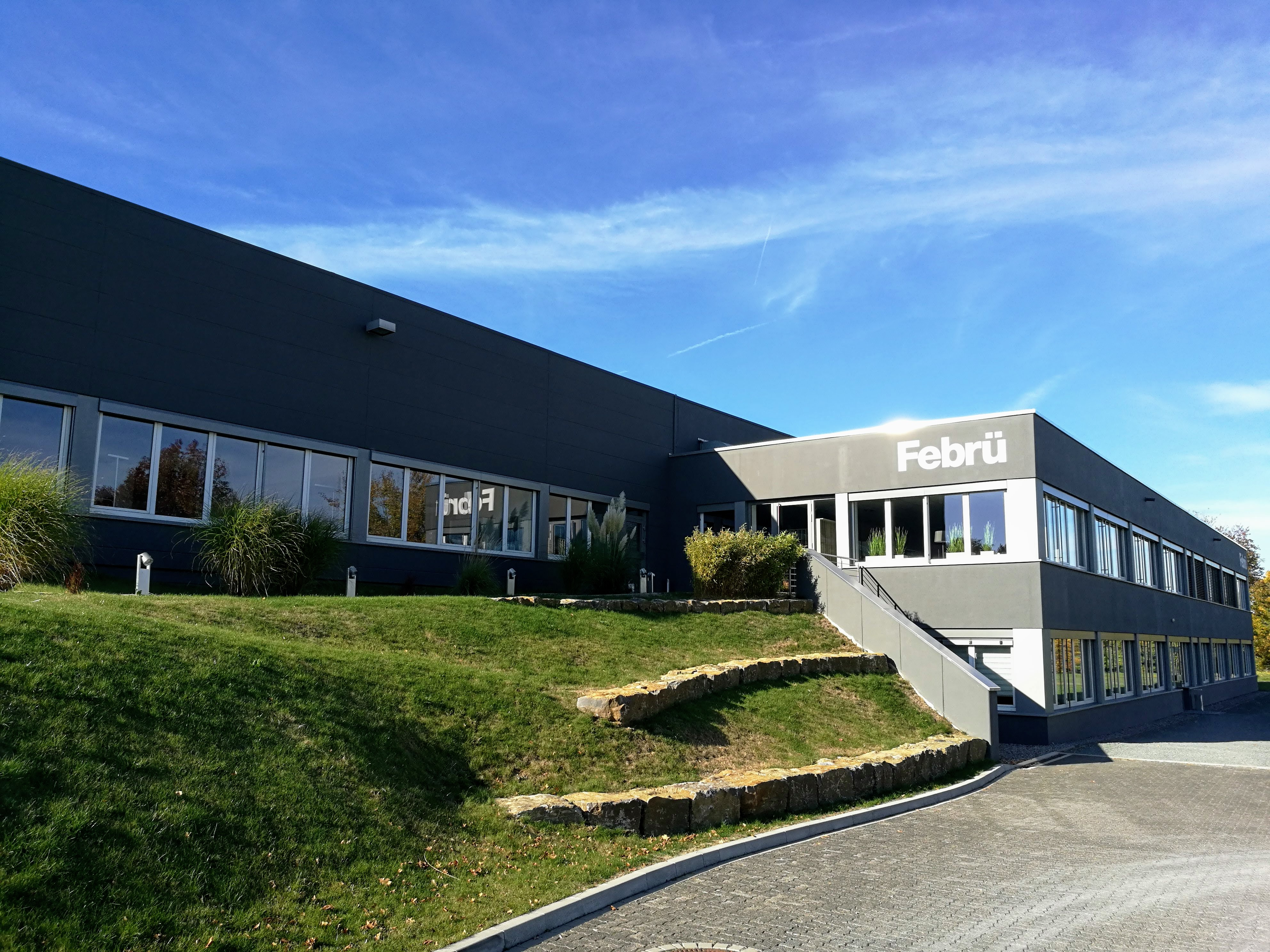
Febrü Verwaltungsgebäude Herford

## Geschichte
Im Jahr 1931 begann der Unternehmensgründer Felix Brünger im Keller des elterlichen Hauses in Herford die Herstellung von Profilleisten aus Holz. 1937 wurde das Produktportfolio um Büromöbel erweitert. Grade im Laufe der ersten zwölf Jahre baute Febrü seine Marktstellung entscheidend aus. In den kommenden Jahrzehnten vergrößerte sich die Mitarbeiterschaft stetig und auch die wachsende Produktion forderte, dass immer wieder neue Grundstücke gemietet und neue Hallen gebaut wurden.
Febrü gehörte zu den ersten Möbelfabrikanten, die 1964 auch Organisationsmöbel mit einer robusten Kunststoffoberfläche lieferten, die bis heute als übliche Oberfläche für Büromöbeln Verwendung findet. 1980 betrug der Jahresumsatz 36 Millionen Mark. Im Jahr 1993 produzierte Febrü an den Standorten in Herford, Preußisch Oldendorf – Getmold, Sycow (PL) und Srem (PL), auf insgesamt 45.000 m² Fläche. Mitte der 1990er Jahre beschäftigte das Unternehmen über 1000 Mitarbeiter, davon 400 am Standort Herford.
Im Jahr 1996 meldete die Felix Brünger Büro- und Sitzmöbel GmbH & Co. KG Konkurs an. Zu diesem Zeitpunkt war Febrü international aufgestellt, zeitweilig sogar Trendsetter in der Welt des modernen Büros. Direkt im November desselben Jahres gründeten vier ehemalige leitende Mitarbeiter von Febrü und zwei Fachhandelspartner das Unternehmen „Nedolux“ im Zuge eines Management-Buy-outs mit weniger als 40 Mitarbeitern.
Mit der Neugründung schrieb man bald wieder schwarze Zahlen. Die Namensrechte konnten zurückgekauft werden und man produzierte wieder unter dem Namen „Febrü“. Die zeitweise im benachbarten Bünde untergebrachte Holzverarbeitung, konnte 1999 wieder nach Herford umziehen, sodass seitdem wieder gänzlich in Herford gefertigt wurde.

## Das Unternehmen
Das Unternehmen produziert ausschließlich im ostwestfälischen Herford und stellt in den beiden Produktionsbereichen Holz- und Metallverarbeitung Möbel rund um das Thema Büro her. Der Vertrieb von Febrü erfolgt über Fachhändler, dabei umfasst das europaweite Vertriebsnetz 250 Händler in sieben Ländern. In zwei firmeneigenen Showrooms in Herford und Neuendettelsau bei Nürnberg präsentiert der Möbelhersteller sein Produktportfolio für Kunden und Vertriebspartner.